# Heytingova algebra
Heytingova algebra je svaz, v němž platí 
{\displaystyle a\land c\leqslant b\equiv c\leqslant a\rightarrow b}. Jde o sémantiku intuicionistické logiky, tedy nejslabší logiky s odvozovacím pravidlem modus ponens.
Heytingovým algebrám odpovídají topologické prostory, v nichž výroky jsou otevřené množiny a
{\displaystyle \neg a\equiv {\textrm {int}}(a^{c})}. V takové algebře neplatí tertium non datur, tedy 
{\displaystyle a\lor \neg a}.